# فوجیوارا نو شونشی
فوجیوارا نو شونشی ، کوجو شونشی (به ژاپنی: 九条 竴子 くじょう しゅんし)؛ 1209 – ۱۲۳۳ (۲۳−۲۴ سال)) همسر اصلی امپراتور گو-هوریکاوا اهل ژاپن بود.